# Municipio de Palatine (Illinois)
El municipio de Palatine (en inglés: Palatine Township) es un municipio ubicado en el condado de Cook en el estado estadounidense de Illinois. En el año 2010 tenía una población de 112994 habitantes y una densidad poblacional de 1.207,98 personas por km².

## Geografía
El municipio de Palatine se encuentra ubicado en las coordenadas 42°6′41″N 88°3′52″O / 42.11139, -88.06444. Según la Oficina del Censo de los Estados Unidos, el municipio tiene una superficie total de 93.54 km², de la cual 92.56 km² corresponden a tierra firme y (1.05%) 0.98 km² es agua.

## Demografía
Según el censo de 2010, había 112994 personas residiendo en el municipio de Palatine. La densidad de población era de 1.207,98 hab./km². De los 112994 habitantes, el municipio de Palatine estaba compuesto por el 76.92% blancos, el 2.65% eran afroamericanos, el 0.25% eran amerindios, el 11.59% eran asiáticos, el 0.03% eran isleños del Pacífico, el 6.42% eran de otras razas y el 2.14% pertenecían a dos o más razas. Del total de la población el 15.55% eran hispanos o latinos de cualquier raza.